# Olena Teliha
Olena Iwaniwna Teliha (ukrainisch Олена Іванівна Теліга; * 8. Julijul. / 21. Juli 1906greg. Iljinskoje bei Dmitrow, Gouvernement Moskau, Russisches Kaiserreich; † 21. Februar 1942 in Babyn Jar, Kiew, Reichskommissariat Ukraine) war eine ukrainische Dichterin, Schriftstellerin und Aktivistin der ukrainischen Kultur.

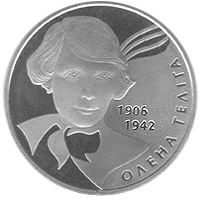
Zwei-Hrywnja-Gedenkmünze der ukrainischen Nationalbank von 2003 mit ihrem Konterfei

## Leben
Sie kam als Olena Teliha Schowheniwa im Dorf Iljinskoje, welches heute zum Stadtgebiet von Dmitrow bei Moskau gehört, zur Welt. 1917 zog ihre Familie mit ihr nach Kiew, wo sie ein Gymnasium besuchte. Im Mai 1920 musste ihr Vater, ein bekannter Wasserbau-Ingenieur und Professor an der „KPI“ Iwan Schowheniw (Іван Опанасович Шовгенів 1874–1943), vor den Bolschewiki aus Kiew in die Tschechoslowakei flüchten, da er als Angestellter der Ukrainischen Volksrepublik gefährdet war. Im Juli 1922 folgte ihm die Familie ins tschechische Poděbrady. Olena machte dort im gleichen Jahr ihr Abitur und studierte ab Herbst 1923 am ukrainischen pädagogischen Institut in Prag ukrainische Sprache und Literatur. Dort lernte sie den Kubankosaken Mychailo Teliha (Михайло Якович Теліга; 1900–1942), ein Bandurist und ehemaliger Offizier in der Armee der UNR, kennen und heiratete ihn 1926. In der Zeit begann sie Poesie und journalistische Beiträge in ihrer russischen Muttersprache zu schreiben.
Zwischen 1929 und 1939 lebte und arbeitete Teliha in Warschau, wo sie an einer ukrainischen Schule unterrichtete und aktiv in der ukrainischen Gemeinde tätig war. Hier wurde sie stark von ihrem Herausgeber Dmytro Donzow beeinflusst und erlangte als ukrainische nationalistische Dichterin Bekanntheit. 
Ende 1939 ging sie, gemeinsam mit ihrem Ehemann, nach Krakau, wo sie ihren langjährigen Freund und Mitglied der Organisation Ukrainischer Nationalisten (OUN) Oleh Olschytsch traf und ihre aktive Mitarbeit im kulturellen Bereich der Führung der ukrainischen Nationalisten begann. Nach Beginn des Deutsch-Sowjetischen Krieges zog es sie zurück in die Ukraine, wo sie über Lwiw ins deutsch besetzte Kiew ging und dort Leiterin der Schriftstellerverbandes und Herausgeberin einer wöchentlich erscheinenden Literaturzeitschrift wurde. Später verweigerte sie die Zusammenarbeit mit den Besatzungsbehörden, denen die Aktivitäten der OUN in Kiew missfielen. Im Februar 1942 wurden sie und ihr Ehemann verhaftet und am 21. Februar einigen Quellen nach in Babyn Jar erschossen. Anderen Quellen zufolge ist sie bereits im Keller des Gestapo-Gefängnisses auf der Wolodymyrska-Straße im heutigen Gebäude des SBU mit anderen Nationalisten erschossen und auf dem Lukjaniwska-Friedhof in einem Massengrab bestattet worden.

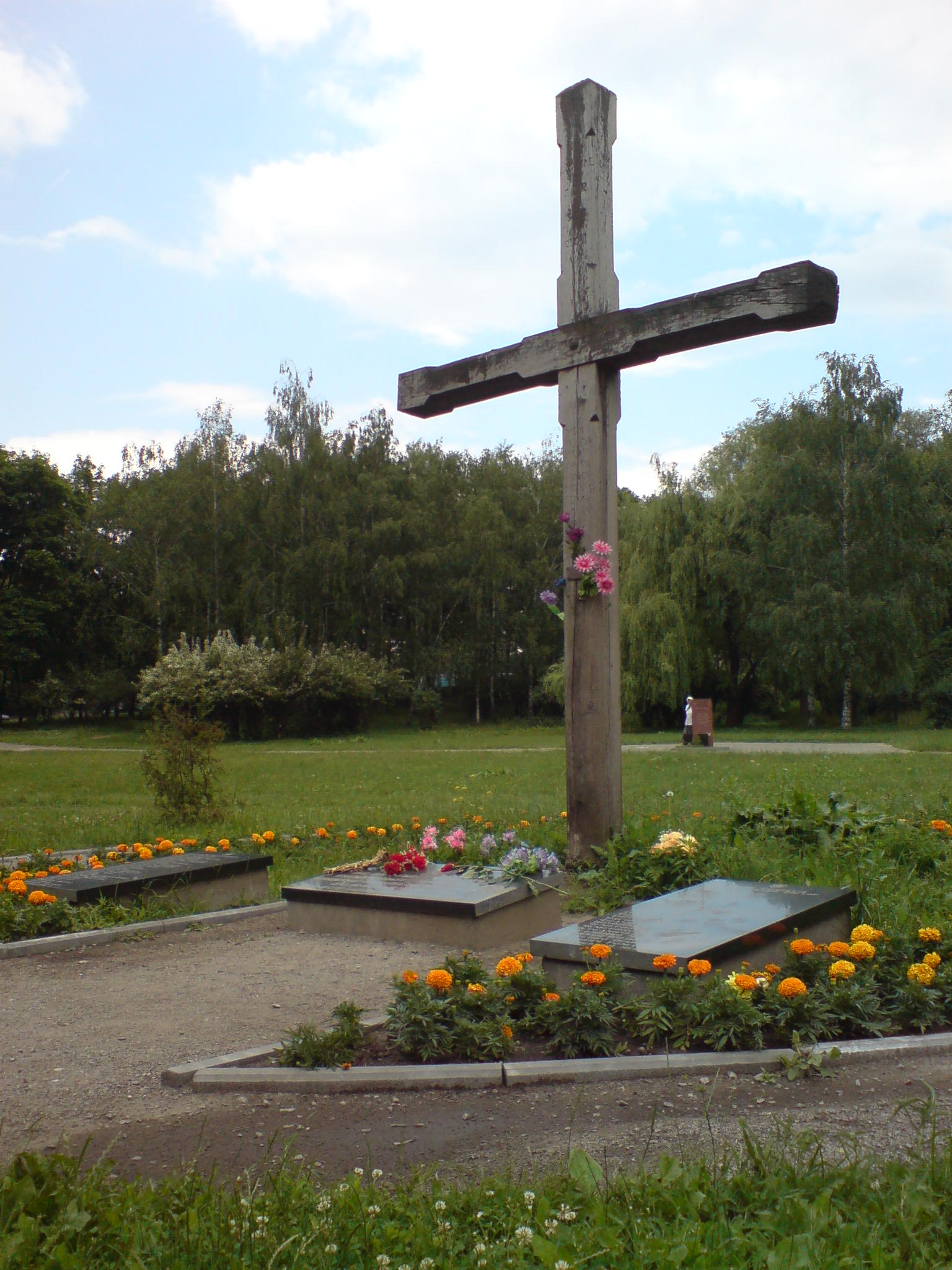
1992 in Babyn Jar errichtete Gedenkstätte für Olena Teliha und andere 1942 erschossene ukrainische Nationalisten

## Ehrungen
Die ukrainische Nationalbank gab zum Gedenken an Olena Teliha 2003 eine Zwei-Hrywnja-Gedenkmünze mit ihrem Konterfei heraus.
In der Nähe von Babyn Jar wurde 1993 eine Straße nach ihr benannt und im August 2009 wurde in Kiew im Park bei der Technischen Universität „KPI“ ihr zu Ehren ein Denkmal errichtet.